# دوسلدورف-نایدرکاسل
دوسلدورف-نایدرکاسل (به آلمانی: Niederkassel) یک منطقهٔ مسکونی در آلمان است که در District 4 واقع شده‌است.